# Congrégation du Cœur Immaculé de Marie

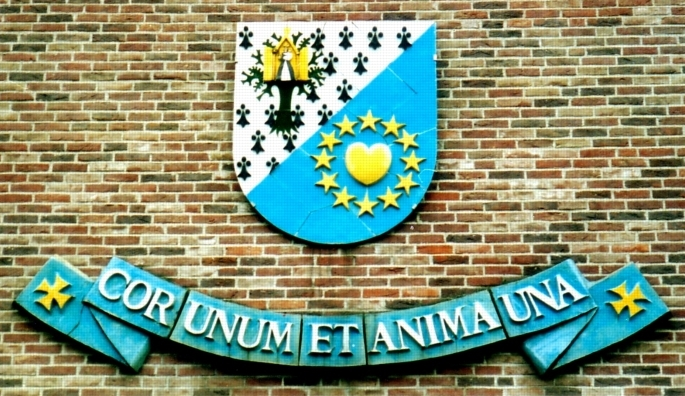
Devise et sceau de la Congrégation.

Un scheutiste (ou "missionnaire scheutiste" ou "père de Scheut" en langage profane) est un membre de la Congrégation du Cœur Immaculé de Marie [C.I.C.M.]. Cette appellation vient de ce que la congrégation fut fondée à Scheut, un quartier d'Anderlecht, l'une des dix-neuf communes de la Région de Bruxelles-Capitale.

## Histoire de la congrégation  du Cœur Immaculé de Marie

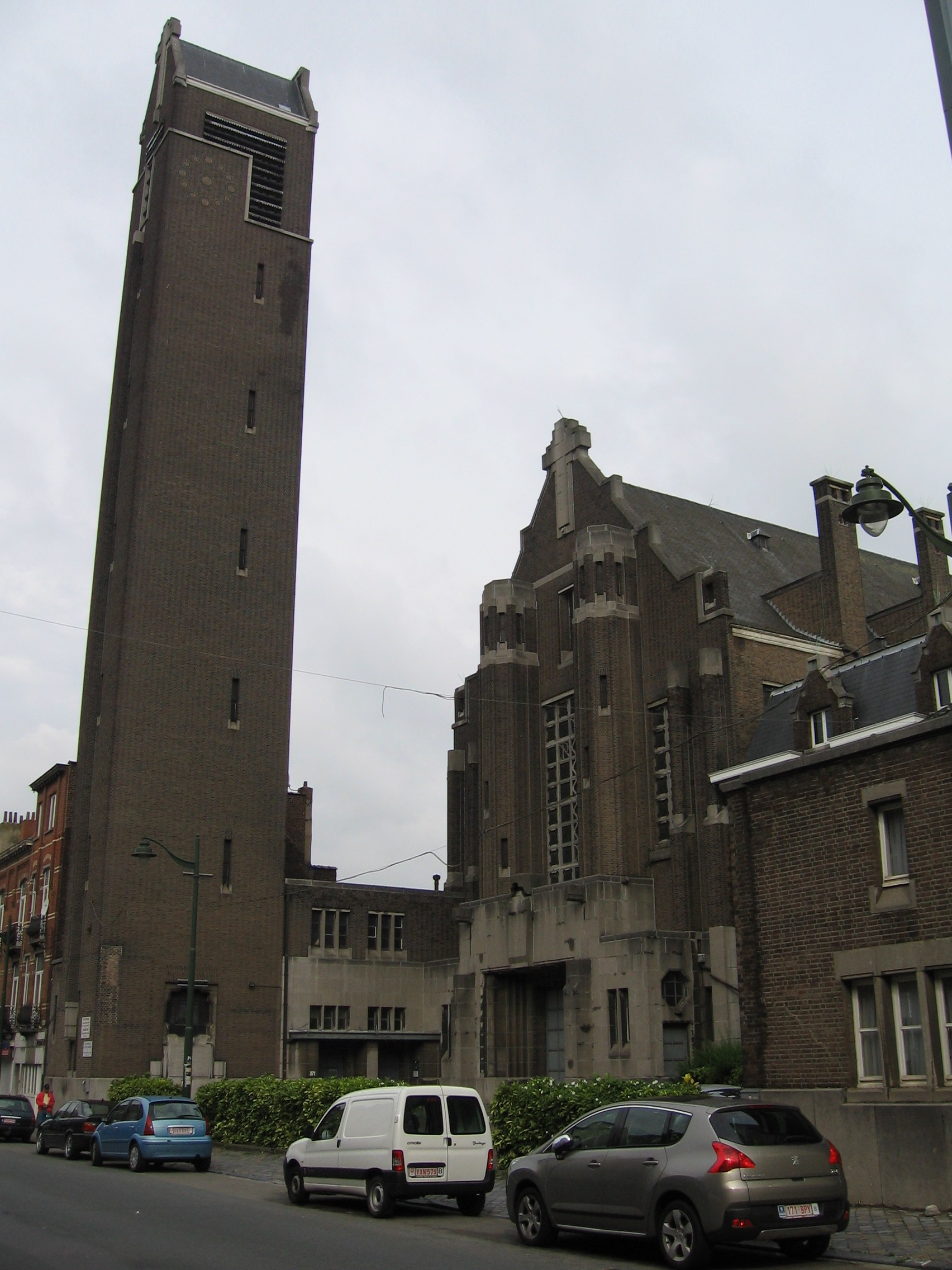
Église Saint-Vincent-de-Paul, à Scheut (Anderlecht).

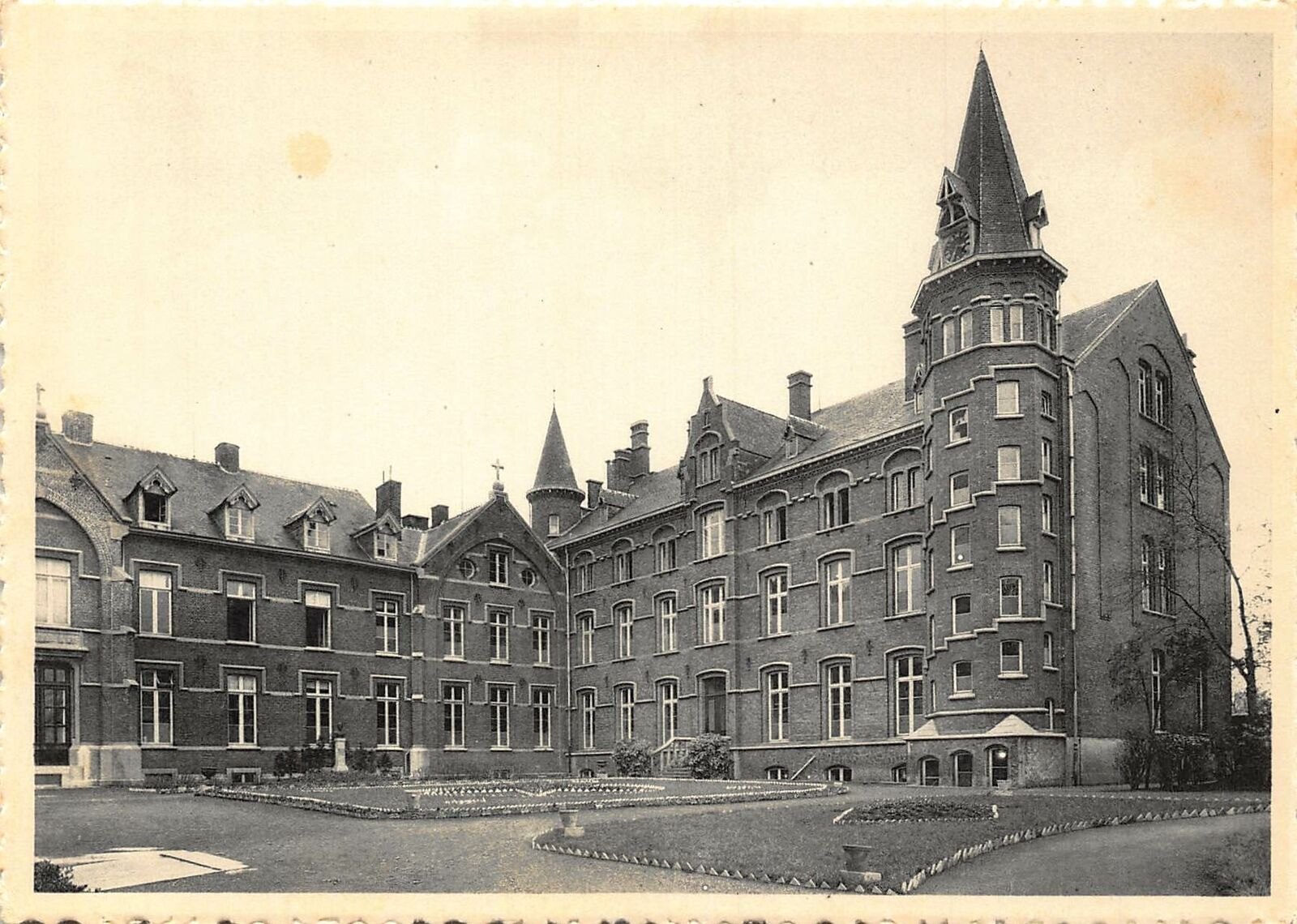
Aile Sud de la maison mère de Scheut avant la Seconde Guerre mondiale.

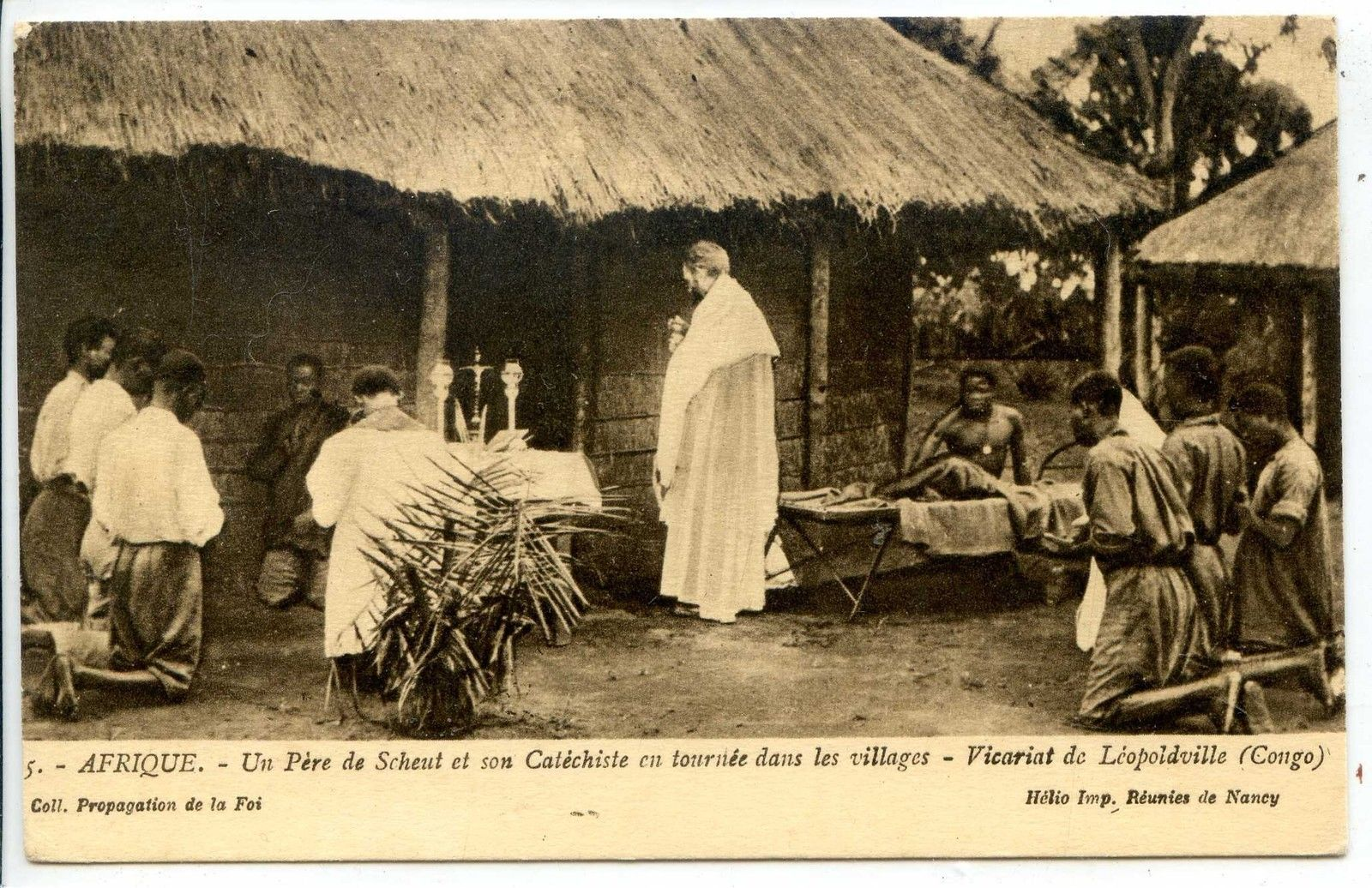
Père scheutiste en tournée dans le vicariat de Léopoldville, vers 1920.

La Congrégation du Cœur Immaculé de Marie est une congrégation religieuse missionnaire fondée à Scheut, le 28 novembre 1862 par un prêtre diocésain belge, Théophile Verbist (12 juin 1823 à Anvers - 23 février 1868 en Mongolie) pour la Mission en Chine. Plus tard elle s'étend au Congo belge. Elle appelle plutôt à ses débuts des missionnaires néerlandophones. La filiale des Pays-Bas se trouve à Nimègue.
La devise de la Congrégation est « Cor Unum et Anima Una » (Actes des apôtres 4,32).
Les membres de cette congrégation de prêtres et de frères religieux missionnaires, qui prononcent les trois vœux de pauvreté, chasteté et obéissance, sont appelés Missionnaires de Scheut ou scheutistes en Europe. Dans les autres continents, on les désigne comme missionnaires CICM (Congregatio Immaculati Cordis Mariæ), ou encore (spécialement aux États-Unis) Missionhurst missionaries, d'après le nom de leur maison provinciale à Arlington, dans l'État de Virginie.
Des colonnes de soldats russes se portent au secours des missionnaires en décembre 1900 en Chine.
À leur apogée, ils ont été au nombre de deux mille membres à la fin des années 1960.
Ils sont aujourd'hui environ huit cents présents dans vingt-deux pays : Belgique, Pays-Bas, Brésil, Cameroun, Chine, Congo, République dominicaine, Guatemala, Haïti, Hong Kong, Indonésie, Italie, Japon, Mexique, Philippines, Sénégal, Singapour, Taïwan, États-Unis d'Amérique, Zambie, et depuis 1992, la Mongolie.
Depuis 2017, le supérieur général de la congrégation est un Congolais, Charles Phukuta.

## Fondateur

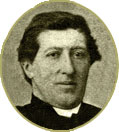
Théophile Verbist.

Le fondateur de la congrégation du Cœur Immaculé de Marie est un prêtre diocésain belge, Théophile Verbist.
Les parents de Théophile sont Guillaume Verbist, né à Anvers le 20 août 1787, et son épouse, née Catherine-Marie Van Honsem, en 1791.
Théophile et son frère jumeau Edmond sont nés le 12 juin 1823.
Ils étudient au collège jésuite d'Anvers et font leurs études d'humanités au petit séminaire de Malines. Théophile est ordonné prêtre le 18 septembre 1847 par le cardinal Sterckx.

## Le quartier des pères

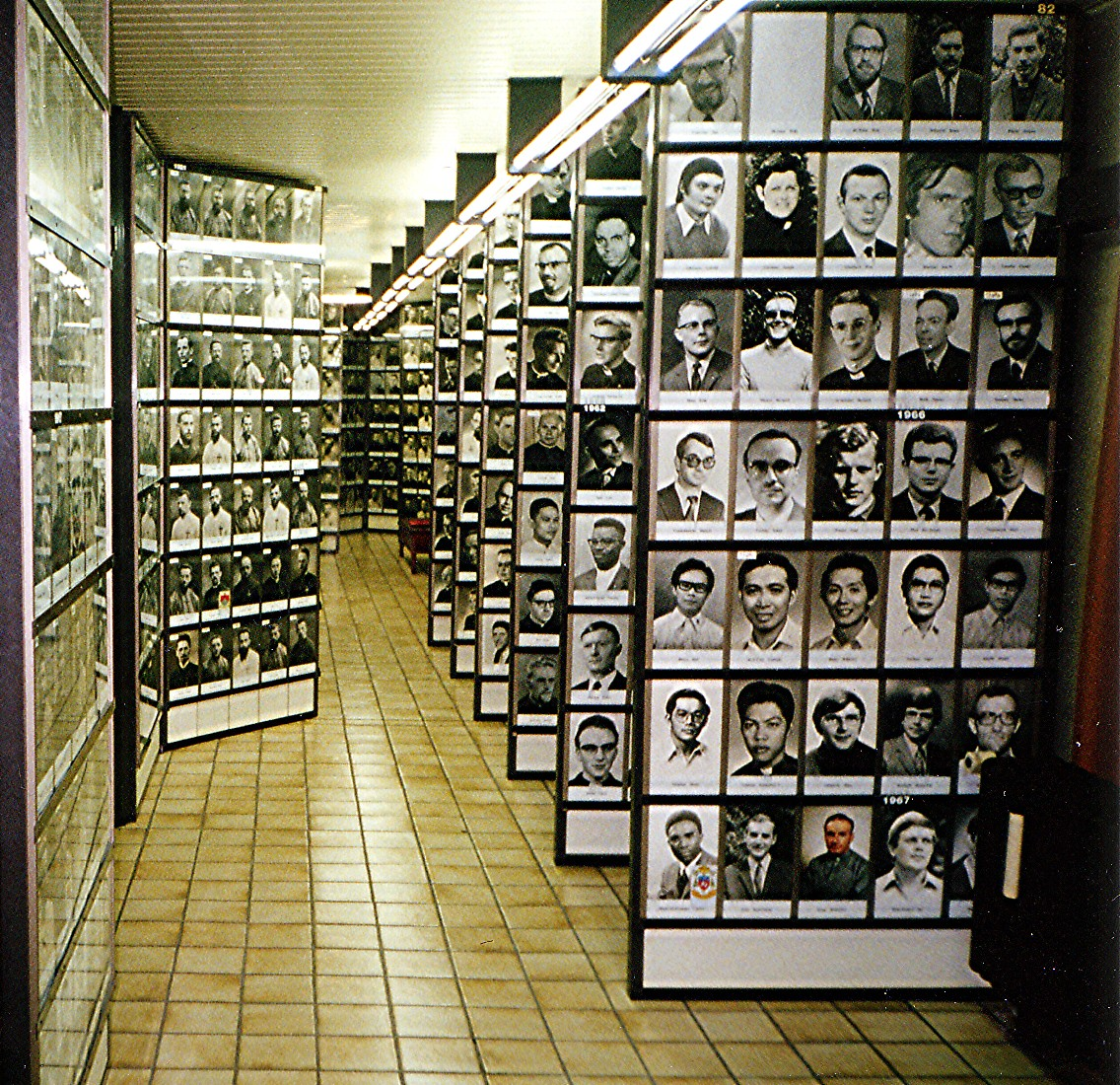
Galerie des portraits dans la maison de Scheut

Avant 1974, on pouvait encore apercevoir, chaussée de Ninove, les restes de la Chartreuse de Scheut et de son abbatiale : une grande église intégrant une chapelle séculaire et différents bâtiments du couvent. Ce complexe fut édifié au long des années autour d'une ancienne chapelle dédiée à Notre-Dame de Grâce. 
La chapelle non classée fut abattue, sans autorisation, le 27 août 1974. Le terrain resté en friche remplaça le couvent et fut vendu pour la construction d'un complexe peu harmonieux dans les années 1990. Les missionnaires se sont fait construire un nouveau bâtiment à l'autre bout de leur parcelle. Une partie du bâtiment accueille actuellement un musée de Chine.

## Tableau résumé historique
| Chapitre                 | Année | Supérieur général            | Nouvelle fondation          | Membres |
| ------------------------ | ----- | ---------------------------- | --------------------------- | ------- |
| ---                      | 1862  | Théophile Verbist            | Belgique                    | ---     |
| ---                      | 1865  | ---                          | Chine                       | ---     |
| ---                      | 1869  | Frans Vranckx                | ---                         | 11      |
| Conférence générale      | 1887  | ---                          | ---                         | ---     |
| ---                      | 1888  | Jeroom Van Aertselaer        | Congo                       | 112     |
| Premier Chapitre général | 1898  | Adolf Van Hecke              | —                           | 309     |
| ---                      | 1899  | ---                          | Pays-Bas                    | ---     |
| ---                      | 1904  | ---                          | Rome                        | ---     |
| ---                      | 1907  | ---                          | Philippines                 | ---     |
| Chapitre II              | 1908  | Albert Botty                 | ---                         | 507     |
| ---                      | 1909  | Florent Mortier              | ---                         | ---     |
| Chapitre III             | 1920  | Joseph Rutten                | ---                         | 649     |
| Chapitre IV              | 1930  | Constant Daems               | ---                         | 928     |
| ---                      | 1931  | —                            | Singapour                   | ---     |
| ---                      | 1935  | Jozef Vandeputte (Vic. gén.) | ---                         | 1202    |
| ---                      | 1937  | ---                          | Indonésie                   | ---     |
| ---                      | 1946  | ---                          | États-Unis                  | ---     |
| Chapitre V               | 1947  | Jozef Vandeputte             | Japon                       | 1479    |
| ---                      | 1953  | ---                          | Haiti - Chili (+ 1957)      | ---     |
| ---                      | 1954  | ---                          | Hong Kong - Taïwan          | ---     |
| ---                      | 1954  | ---                          | Guatemala                   | ---     |
| Chapitre VI              | 1957  | Frans Sercu                  | ---                         | 1902    |
| ---                      | 1958  | ---                          | République Dominicaine      | ---     |
| ---                      | 1961  | Omer Degrijse                | ---                         | 1943    |
| ---                      | 1963  | ---                          | Brésil                      | ---     |
| ---                      | 1966  | ---                          | Cameroun                    | ---     |
| Chapitre VII             | 1967  | Wim Goossens                 | ---                         | 1986    |
| Chapitre VIII            | 1974  | Paul Van Daelen              | ---                         | 1683    |
| ---                      | 1976  | ---                          | Zambie - Sénégal            | ---     |
| ---                      | 1977  | ---                          | Nigeria (+2003)             | ---     |
| ---                      | 1979  | ---                          | Mexique                     | ---     |
| Chapitre IX              | 1981  | Paul Van Daelen (2a)         | ---                         | 1556    |
| Chapitre X               | 1987  | Michel Decraene              | ---                         | 1441    |
| ---                      | 1990  | ---                          | France (1989), Tchad (1990) | ---     |
| ---                      | 1992  | ---                          | Mongolie                    | ---     |
| Chapitre XI              | 1993  | Jacques Thomas               | ---                         | 1380    |
| ---                      | 1995  | ---                          | Angola                      | 1359    |
| Chapitre XII             | 1999  | Jozef Lapauw                 | Mozambique (+2002)          | 1247    |
| Chapitre XIII            | 2005  | Édouard Tsimba               | ---                         | 999     |
| Chapitre XIV             | 2011  | Tim Atkin                    | Afrique du Sud              | 892     |
| Chapitre XV              | 2017  | Charles Phukuta              | Malawi                      |         |